# Embryon griseovillosum
Embryon griseovillosum är en skalbaggsart som beskrevs av Thomson 1857. Embryon griseovillosum ingår i släktet Embryon och familjen långhorningar. Inga underarter finns listade i Catalogue of Life.